# Eduardo Hernández-Pacheco y Estevan
Eduardo Hernández-Pacheco y Estevan (Madrid, 23 de maig del 1872 - Alcuéscar, Càceres, 6 de març del 1965), fou un geòleg, paleontòleg i arqueòleg espanyol.

## Biografia
Procedia d'una família de vella tradició liberal i militar. Va assistir a l'escola d'Alcuéscar (Càceres), posteriorment estudià batxillerat a Badajoz. Es va llicenciar en Ciències Naturals per la Universitat Central de Madrid amb Premi Extraordinari de Llicenciatura. El 1896 es va doctorar amb la tesi titulada Estudio Geológico de la Sierra de Montánchez, dirigida per José Macpherson. Des del començament de la seva carrera científica va estar en contacte amb la Institución Libre de Enseñanza, fonamentalment a través de la Junta per a l'Ampliació d'Estudis, i posteriorment, amb ocasió de l'educació dels seus dos fills  Francisco i Diego.
El 1896 fou professor de l'institut de batxillerat de Càceres (actualment hi ha un Institut de secundària que porta el seu nom). Posteriorment, va exercir com a professor adjunt a la Universitat de Valladolid. El 1899 va obtenir una càtedra d'Institut de Segon Ensenyament a Còrdova on van començar realment els seus estudis geològics. També aquest any és nomenat membre numerari de la Real Academia de Ciencias, Bellas Letras y Nobles Artes de Córdoba i descobreix el jaciment d'arqueociats de les Ermites, a prop d'aquesta ciutat.
L'any 1907 la Reial Societat Espanyola d'Història Natural el va designar per acompanyar Salvador Calderón a una expedició a les Illes Canàries orientals. Els seus estudis es van centrar en la vulcanologia de Lanzarote i els seus illots, dels que en va publicar una extensa monografia, encara que també va realitzar col·lectes d'exemplars paleontològics amb destinació al Museu de Ciències Naturals. El 1910 va guanyar la càtedra de Geologia de la Universitat Central de Madrid, càrrec que portava aparellat la de Cap de Secció de Geologia i Paleontologia estratigràfica del Museu de Ciències Naturals.
Ja instal·lat a Madrid, va contribuir, lligat també a l'ambient de la Institución Libre de Enseñanza, a popularitzar l'excursionisme per la Sierra de Madrid a través de la Societat Peñalara.
Els seus estudis no es van limitar exclusivament al territori espanyol, també va fer estudis a França, Bèlgica, Suïssa, Itàlia i el nord d'Àfrica. A més va exercir altres càrrecs en nombrosos organismes científics. Va dirigir la Comissió d'Investigacions Paleontològiques i Prehistòriques, que va fundar i va organitzar, va ser vicepresident de l'Associació Espanyola per al progrés de les ciències, president (1917) i president honorari (1946) de la Reial Societat Espanyola d'Història Natural, acadèmic de la de Reial Acadèmia de Ciències Exactes, Físiques i Naturals (1922), membre del Consell de l'Institut International d'Anthropologie de París, ponent de l'Acadèmia de Ciències de Lisboa i d'altres nacionals i estrangeres, i col·laborà a Revue de Géologie, Revue Anthropologique, etc.
Fou autor de nombroses publicacions i estudis de paleontologia i de la prehistòria, la seva gran obra va ser l'elaboració del Mapa Geològic d'Espanya. Per aquesta obra Hernández-Pacheco pot ser considerat encara avui el pare de la geologia espanyola. També és d'esmentar el seu protagonisme al començament del conservacionisme a Espanya i la seva influència en els primers dissenys de legislació protectora d'espais naturals, en el període de la Segona República.
Durant la Segona República Espanyola va simpatitzar amb les posicions d'Alejandro Lerroux. L'esclat de la guerra civil espanyola el sorprèn a Santander, on era rector de la universitat d'estiu. De tornada a Madrid, però, es va desviar cap a Burgos, on es posa a les ordres de la Junta de Defensa Nacional. Va fer importants contribucions a la fundació i primer desenvolupament del Consell Superior d'Investigacions Científiques, en què intenta revitalitzar les seves velles experiències a la Junta d'Ampliació d'Estudis, i també a la posada en marxa de l'Acadèmia de Ciències i del Museu de Ciències Naturals.
Després d'una llarga vellesa, va tornar per morir a Alcuescar, Càceres, el 1965.

## Obra
La seva producció científica va ser molt extensa, abastant temes de geologia, paleontologia, geomorfologia, prehistòria o conservació del patrimoni natural.
- Hernández-Pacheco, Eduardo (1901). «Datos para la flora micológica de los alrededores de Córdoba». Boletín de la Real Sociedad Española de Historia Natural, 1: 131-133
- — (1909). «Estudio geológico de Lanzarote y de las isletas Canarias». Memorias de la Real Sociedad española de Historia Natural, 6(4): 167-342
- — (1914). Las pinturas prehistóricas de Peña Tu (Asturias). Comisión de Investigaciones Paleontológicas y Prehistóricas, 2. 35 págs.
- — (1915). Geología y Paleontología del Mioceno de Palencia. Comisión de Investigaciones Paleontológicas y Prehistóricas, 5. 295 págs.
- — y Obermaier, Hugo (1915). La mandíbula neandertaloide de Bañolas. Comisión de Investigaciones Paleontológicas y Prehistóricas, 6. 43 págs.
- — (1917). «Hallazgo de tortugas gigantescas en el Mioceno de Alcalá de Henares». Boletín de la Real Sociedad Española de Historia Natural, 17: 194-200
- — (1920). «Comunicación respecto a los Parques nacionales y a los Monumentos naturales de España». Boletín de la Real Sociedad Española de Historia Natural, 20: 267-282
- — (1923). «Edad y origen de la cordillera central de la península Ibérica». Asociación Española para el Progreso de las Ciencias. Congreso de Salamanca, 2: 119-135
- — (1927). «Geología histórica (Paleontología)». En: Historia Natural. Tomo IV. Geología. Publicaciones del Instituto Gallach de Librería y Ediciones. Págs. 449-563 Barcelona
- — (1927). «Los períodos geológicos. Las divisiones cronológicas de la historia de la Tierra». En: Historia Natural. Tomo IV. Geología. Publicaciones del Instituto Gallach de Librería y Ediciones. Págs. 564-580 Barcelona
- — (1928). «Les volcans de la région centrale d´Espagne», Bull. volcanologique, 4: 1-267
- — (1928). Los cinco ríos principales de España y sus terrazas. Trabajos del Museo Nacional de Ciencias Naturales, 36. 150 págs.
- — (1930). «Reorganización de la Junta de Parques Nacionales y designación de Sitios y Monumentos Naturales y de Interés Nacional». Boletín de la Real Sociedad Española de Historia Natural, 30: 78-81
- — (1934). Síntesis fisiográfica y geológica de España. Trabajos del Museo Nacional de Ciencias Naturales, 38. 584 págs.
- — (1944). El Museo de Ciencias Naturales y sus naturalistas de los siglos XVIII y XIX. Publicaciones del Museo Nacional de Ciencias Naturales. 81 págs.
- — (1949). El Sáhara español. Estudio geológico, geográfico y botánico. Publicaciones de la Dirección General de Marruecos y Colonias. 810 págs.
- — (1952). El solar en la Historia Hispana. Memorias de la Real Academia de Ciencias Exactas, Físicas y Naturales, Serie de Ciencias Naturales, 15. 766 págs. Madrid
- — (1955 y 1956). Fisiografía del Solar Hispano (2 vol.). Memorias de la Real Academia de Ciencias Exactas, Físicas y Naturales, Serie de Ciencias Naturales, 16(1 y 2). 665 + 793 págs. Madrid
- — (1959). Prehistoria del Solar Hispano. Memorias de la Real Academia de Ciencias Exactas, Físicas y Naturales, Serie de Ciencias Naturales, 20. Madrid

## Homenatges
- Un  cipriniforme fòssil: Leuciscus pachecoi Royo, 1921.[1]
- Un institut d'ensenyament a Càceres, I.E.S. Profesor Hernández Pacheco Arxivat 2009-01-25 a Wayback Machine.
- El carrer Hernández Pacheco, a Càceres.[2]